# Dumbastraße
Die Dumbastraße befindet sich im 1. Wiener Gemeindebezirk Innere Stadt. Sie wurde 1900 nach dem Kunstmäzen Nikolaus Dumba benannt.

## Geschichte
Die Gegend der heutigen Dumbastraße lag im Mittelalter auf dem Gebiet der Vorstadt vor dem Kärntner Tor. Seit dem 16. Jahrhundert war sie Teil des Glacis, einer unbebauten Zone vor der Wiener Stadtmauer.
Die mittlerweile nicht mehr zeitgemäße Stadtbefestigung wurde auf Befehl von Kaiser Franz Joseph I. nach 1857 abgetragen und auf dem so gewonnenen Platz die Ringstraße samt den sie umgebenden Straßen und Gebäuden angelegt. Im Zuge dessen wurde 1865, dem Jahr der offiziellen Eröffnung der Ringstraße, auch die Dumbastraße gebaut. Sie hieß damals Künstlergasse, nach dem hier zur gleichen Zeit erbauten Künstlerhaus. Im Todesjahr des liberalen Politikers und Industriellen Nikolaus Dumba, der als Kunstmäzen ein besonderer Förderer der Gesellschaft der Musikfreunde in Wien und des Architekten Theophil von Hansen war, der das in dieser Gasse befindliche Musikvereinsgebäude erbaut hatte, wurde die Künstlergasse 1900 in Dumbastraße umbenannt.
Im Jahre 2011 wurde die Dumbastraße um die Hälfte verkürzt und der Abschnitt zwischen Bösendorferstraße und Karlsplatz als eigene Verkehrsfläche namens Musikvereinsplatz definiert.

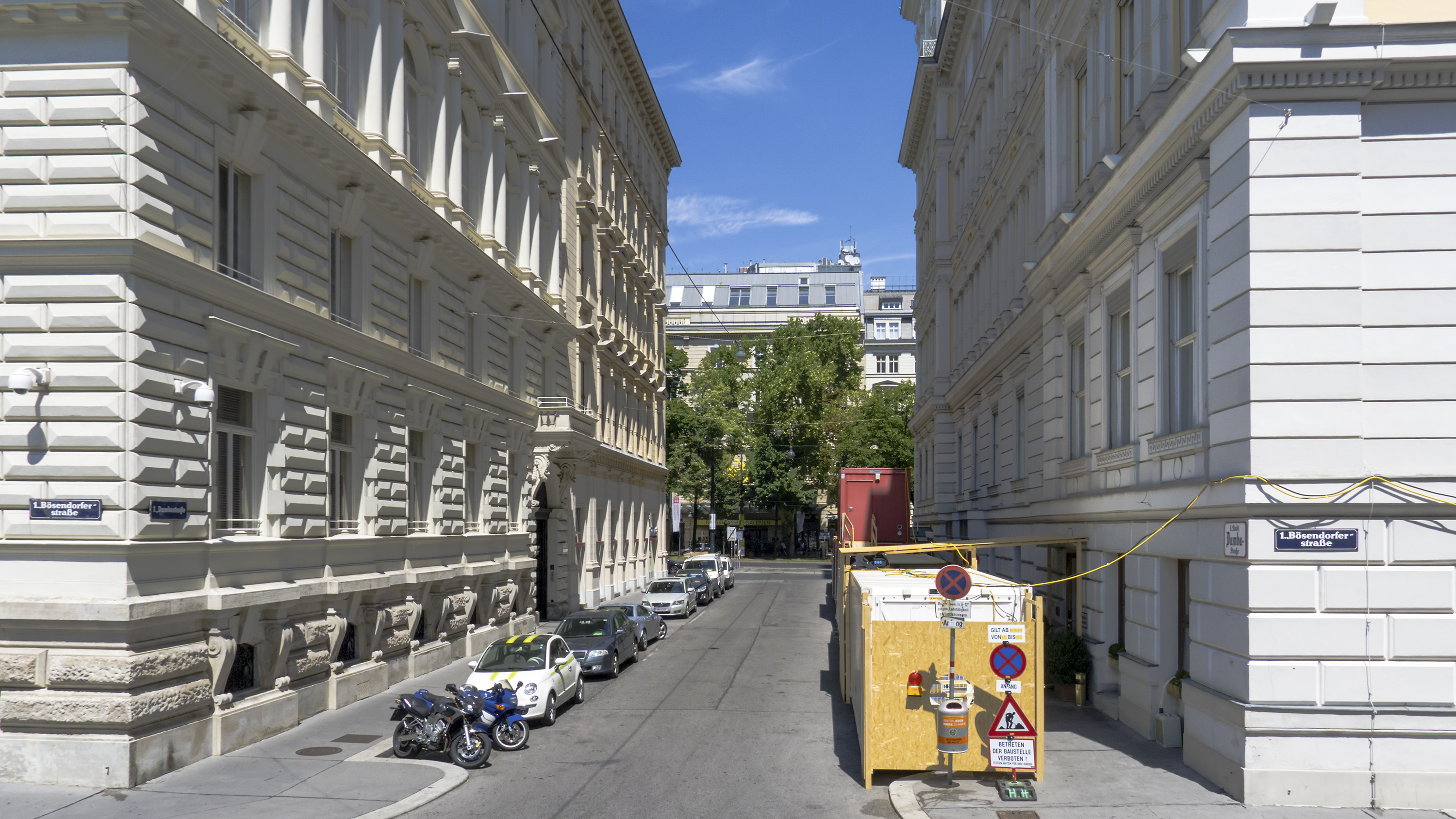
Dumbastraße von der Bösendorferstraße gegen Norden

## Lage und Charakteristik
Die kurze Dumbastraße verläuft vom Kärntner Ring in südlicher Richtung bis zur Bösendorferstraße. Der Autoverkehr hier ist eher gering, Fußgänger nützen die Straße als Verbindung zwischen Ringstraße und Karlsplatz bzw. als Konzertbesucher, um zum Musikvereinsgebäude zu gelangen. Öffentliche Verkehrsmittel verkehren in der Dumbastraße keine.
Die Verbauung besteht einheitlich aus historistischen Palais, die unter Denkmalschutz stehen.

## Bauwerke

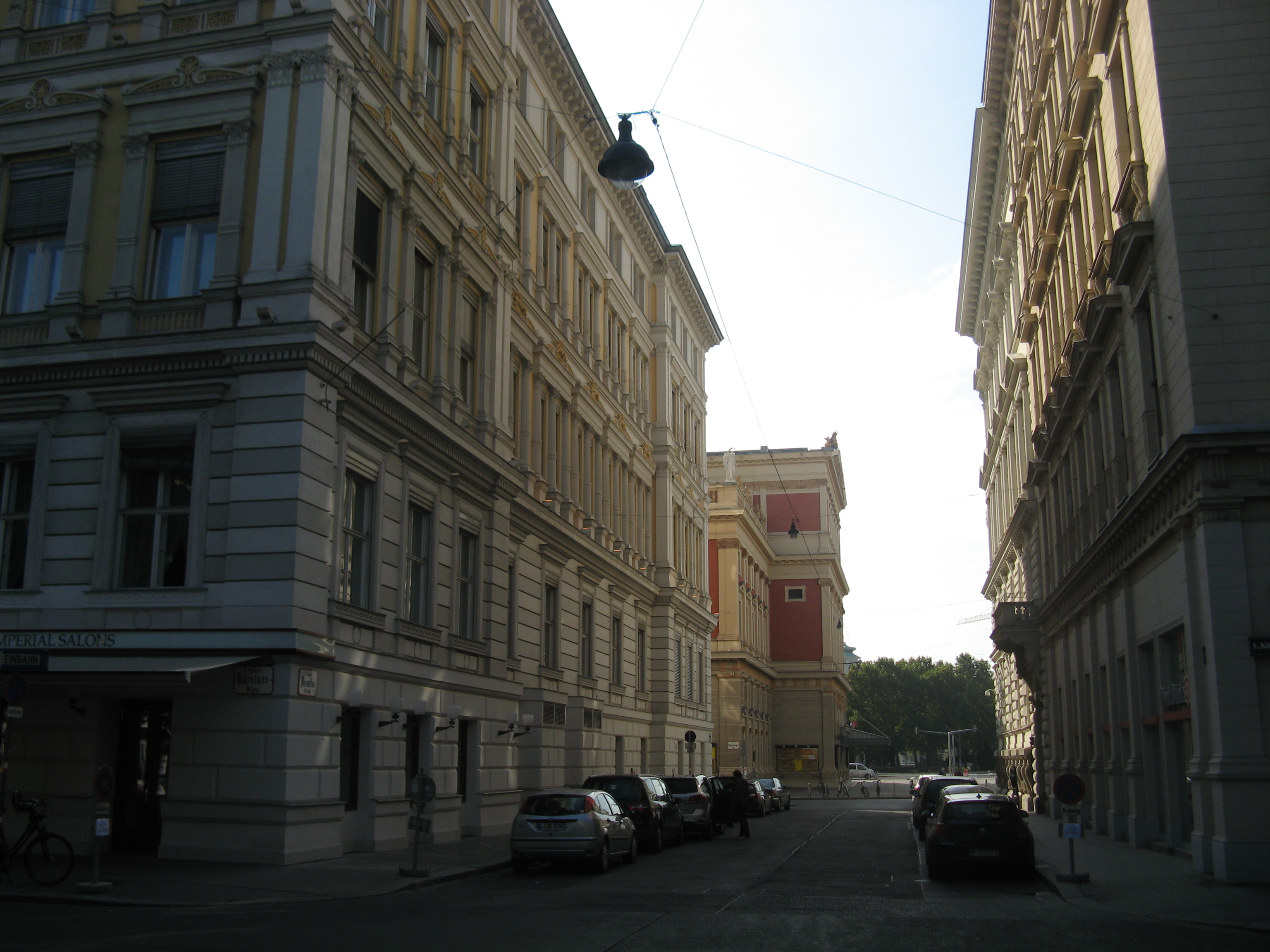
Dumbastraße vom Kärntner Ring gegen Süden

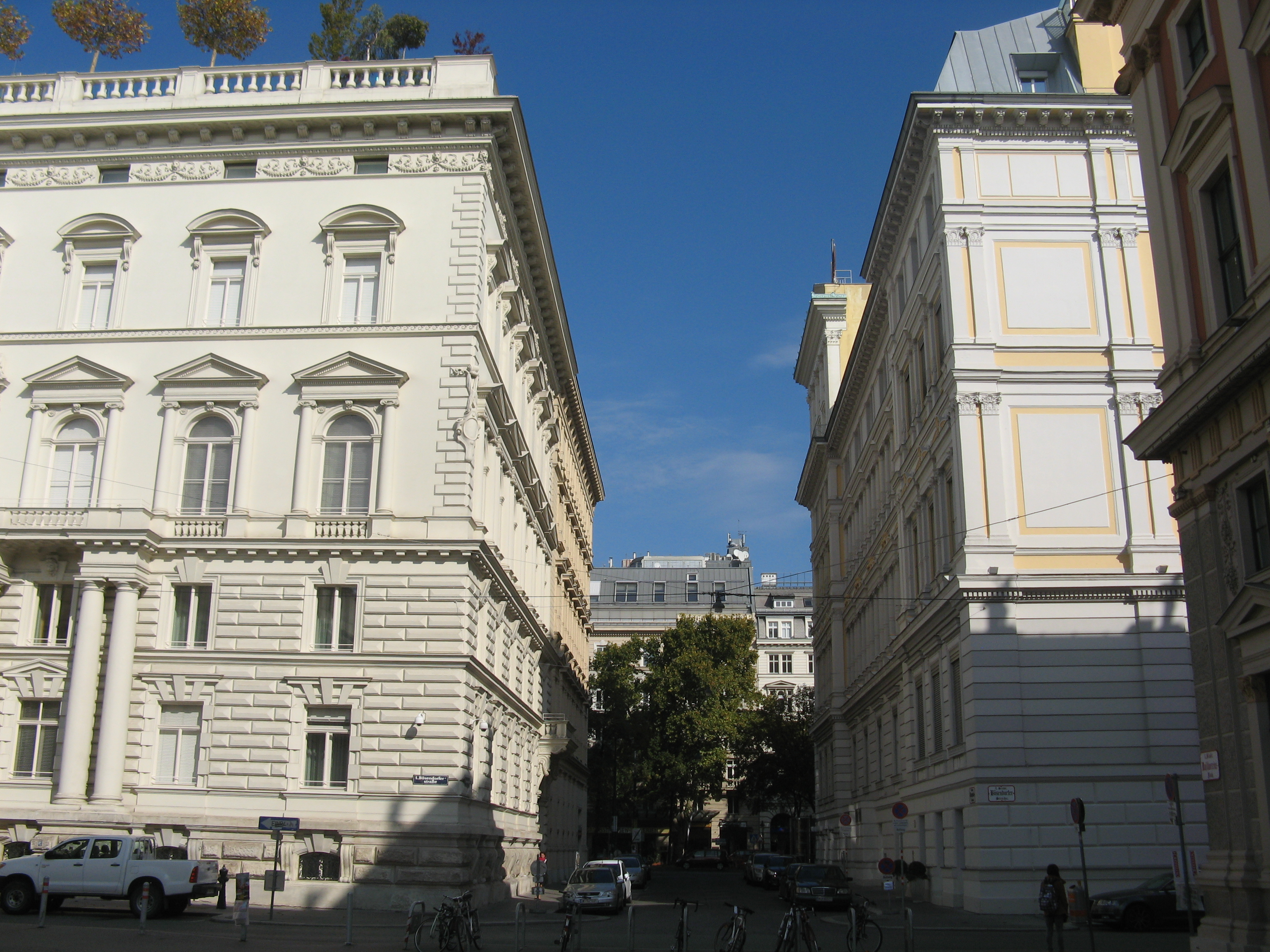
Blick vom Musikvereinsplatz, links Palais Lützow, rechts Hotel Imperial

### Nr. 1: Palais Herzog Philipp von Württemberg
→ siehe Hauptartikel Hotel Imperial (Wien)
Das ehemalige Palais Herzog Philipp von Württembergs wurde 1862 bis 1865 von Arnold Zenetti und Heinrich Adam im Stil der Wiener Neorenaissance erbaut. Herzog Philipp von Württemberg bewohnte das Palais aber nur wenige Jahre. Schon 1872–1873 bauten Ludwig Tischler und Carl Gangolf Kayser das Gebäude zum Hotel Imperial um. In dem innen in Neorokoko prächtig ausgestatteten Hotel logierten und logieren bis heute die prominentesten Gäste aus Politik, Kunst und Gesellschaft. Das Imperial ist eines der führenden Hotels in Wien.
Die Nebenfassade in der Dumbastraße wurde im Gegensatz zur Hauptfassade am Kärntner Ring 1928 nicht aufgestockt. Sie besitzt zwei Eckrisalite. Die Beletagefenster sind pilastergerahmt mit korinthischen Dreiviertelsäulen. Auf den geraden Verdachungen befinden sich Voluten- und Puttenaufsätze, die bei den entsprechenden Fenstern des zweiten Obergeschoßes fehlen.
Das Gebäude liegt an der Hauptadresse Kärntner Ring 16.

### Nr. 2: Todesco-Haus
Das Palais wurde 1863 bis 1865 von Anton Baumgarten in Formen der Wiener Neorenaissance für die Bankiers Eduard und Moritz von Todesco als deren zweitem Wohnsitz nach dem Palais Todesco in der Kärntner Straße 51 errichtet. Es handelt sich um einen dreiflügeligen Eckbau um einen Innenhof. Das Gebäude besitzt eine bemerkenswerte Innenausstattung.
Das Haus liegt an der Hauptadresse Kärntner Ring 14.

### Nr. 4: Palais Lützow
Das Todesco-Haus wird an der Rückseite zur Bösendorferstraße vom ehemaligen Lützow-Palais ergänzt. Den Innenhof teilen sich beide Gebäude. Erbaut wurde es 1870–1872 von Carl von Hasenauer für den Kunsthistoriker Karl von Lützow. Das Gebäude in Formen der Neorenaissance wurde im Inneren zunächst 1900 und dann in den 1930er Jahren umgestaltet.
Es liegt an der Hauptadresse Bösendorferstraße 13.